# همکاری مرکزی
همکاری مرکزی (روسی: Централ Партнершип)یک شرکت تولید و توزیع فیلم روسیه‌ای استکه در سال ۱۹۹۵ بنا نهاده شد. توزیع کنندگی فیلم توسط این شرکت به واسطه شرکت گازی گازپروم روسیه در سال ۲۰۱۴ به دست آمد. آرشیو این شرکت دربرگیرنده هفتصد فیلم و سه هزار سیصد ساعت برنامه تلویزیونی می‌باشد. این استودیو ۲۰۸٫۲ میلیون دلار در باکس آفیس روسیه در طی سال ۲۰۱۴ کسب کرد.